# Adick Koot
Adick Koot (ur. 16 sierpnia 1963 w Eindhoven) – piłkarz holenderski grający na pozycji środkowego obrońcy. W reprezentacji Holandii rozegrał 3 mecze.

## Kariera klubowa
Karierę piłkarską Koot rozpoczął w amatorskim klubie UDI'19. W 1983 roku został zawodnikiem PSV Eindhoven. 2 września 1984 roku zadebiutował w Eredivisie w zremisowanym 1:1 domowym meczu z FC Groningen. W zespole PSV spędził 8 lat. W tym okresie pięciokrotnie wywalczył tytuł mistrza kraju w latach 1986, 1987, 1988, 1989 i 1991, trzykrotnie Puchar Holandii w latach 1988, 1989 i 1990. W 1988 roku zdobył też Puchar Europy - nie wystąpił jednak w finałowym meczu tego pucharu z Benfiką, wygranym przez PSV po serii rzutów karnych.
W 1991 roku Koot przeszedł z PSV do francuskiego AS Cannes. W sezonie 1991/1992 spadł z Cannes do Ligue 2, ale po roku wrócił z tym klubem do francuskiej pierwszej ligi. W sezonie 1993/1994 Cannes z Kootem w składzie jako beniaminek zajął 6. miejsce w Ligue 1, najwyższe w swojej historii. W 1998 roku Koot z Cannes zajął ostatnie miejsce w lidze i spadł z nim do Ligue 2, po raz drugi w karierze. Po sezonie odszedł do innego drugoligowego klubu, Lille OSC. Po roku gry w Lille zakończył karierę piłkarską.
| Sezon   | Klub          | Kraj     | Rozgrywki  | Mecze | Bramki |
| ------- | ------------- | -------- | ---------- | ----- | ------ |
| 1983/84 | PSV Eindhoven | Holandia | Eredivisie | 0     | 0      |
| 1984/85 | PSV Eindhoven | Holandia | Eredivisie | 1     | 0      |
| 1985/86 | PSV Eindhoven | Holandia | Eredivisie | 16    | 0      |
| 1986/87 | PSV Eindhoven | Holandia | Eredivisie | 16    | 0      |
| 1987/88 | PSV Eindhoven | Holandia | Eredivisie | 24    | 0      |
| 1988/89 | PSV Eindhoven | Holandia | Eredivisie | 16    | 0      |
| 1989/90 | PSV Eindhoven | Holandia | Eredivisie | 21    | 2      |
| 1990/91 | PSV Eindhoven | Holandia | Eredivisie | 12    | 0      |
| 1991/92 | AS Cannes     | Francja  | Ligue 1    | 34    | 1      |
| 1992/93 | AS Cannes     | Francja  | Ligue 2    | 30    | 2      |
| 1993/94 | AS Cannes     | Francja  | Ligue 1    | 24    | 0      |
| 1994/95 | AS Cannes     | Francja  | Ligue 1    | 31    | 1      |
| 1995/96 | AS Cannes     | Francja  | Ligue 1    | 23    | 0      |
| 1996/97 | AS Cannes     | Francja  | Ligue 1    | 31    | 0      |
| 1997/98 | AS Cannes     | Francja  | Ligue 1    | 21    | 1      |
| 1998/99 | Lille OSC     | Francja  | Ligue 2    | 26    | 2      |

## Kariera reprezentacyjna
W reprezentacji Holandii Koot zadebiutował 23 marca 1988 roku w wygranym 1:0 towarzyskim spotkaniu z Anglią. Od 1988 do 1989 roku rozegrał w kadrze narodowej 3 mecze.
| Mecze i gole w reprezentacji | Mecze i gole w reprezentacji | Mecze i gole w reprezentacji | Mecze i gole w reprezentacji | Mecze i gole w reprezentacji | Mecze i gole w reprezentacji | Mecze i gole w reprezentacji |
| #                            | Data                         | Stadion                      | Rywal                        | Wynik                        | Gol                          | Rozgrywki                    |
| 1988                         | 1988                         | 1988                         | 1988                         | 1988                         | 1988                         | 1988                         |
| ---------------------------- | ---------------------------- | ---------------------------- | ---------------------------- | ---------------------------- | ---------------------------- | ---------------------------- |
| 1.                           | 23.03.1988                   | Londyn, Anglia               | Anglia                       | 1:0                          | 0                            | towarzyski                   |
| 2.                           | 16.11.1988                   | Rzym, Włochy                 | Włochy                       | 0:1                          | 0                            | towarzyski                   |
| 1989                         |                              |                              |                              |                              |                              |                              |
| 3.                           | 17.04.1989                   | Wrexham, Walia               | Walia                        | 2:1                          | 0                            | el. MŚ 1990                  |